# Mario Merola - Storia della canzone napoletana
Mario Merola - Storia della canzone napoletana  è una raccolta di Mario Merola..

## Descrizione
L'album fa parte di una raccolta chiamata Storia della canzone napoletana. Ogni album è dedicato a un artista appartenente alla Canzone classica napoletana, tra gli artisti: Gabriele Vanorio, Roberto Murolo, Sergio Bruni, Mario Abbate, Claudio Villa e lo stesso Merola.

## Brani

### Disco 1
- Freva 'e Gelusia
- 'O Mare 'e Margellina
- 'A Vove 'e Mamma
- Senza Guapparia
- Surdate
- Te Chiammano Maria
- Surriento D'e 'nnammurate
- Tu Me Lasse
- Se N'è Gghiuta
- Fantasia
- Pusilleco Addiruso
- 'N'ata Passione
- L'urdema Buscia
- 'E Varchetelle
- Canzone Marinaresca

### Disco 2
- L'urdemo Bicchiere
- Malommo
- So' Nnato Carcerato
- Velo Niro
- Amice
- Quatt'anne Ammore
- Dicite All'avvocato
- S'è Cagnata 'a Scena
- Quattro Mura
- Femmena Nera
- Gelusia D'ammore
- Nun Ce Sarà Dimane
- Luna Dispettosa
- 'Nu Capriccio
- Allegretto Ma Non Troppo